# 翼果薹草
翼果薹草（学名：Carex neurocarpa），也称为脉果苔草，为莎草科薹草属的一种植物。分布在日本、朝鲜、俄罗斯远东地区以及中国大陆的安徽、江苏、陕西、山西、河北、辽宁、甘肃、吉林、黑龙江、内蒙古、山东、河南等地，生长于海拔100米至1,700米的地区，多生在水边湿地或草丛中，目前尚未由人工引种栽培。